# Barylypa xanthomelas
Barylypa xanthomelas är en stekelart som först beskrevs av Brulle 1846.  Barylypa xanthomelas ingår i släktet Barylypa och familjen brokparasitsteklar. Inga underarter finns listade.